# Municipio de East Bend (Carolina del Norte)
El municipio de East Bend (en inglés: East Bend Township) es un municipio ubicado en el  condado de Yadkin en el estado estadounidense de Carolina del Norte. En el año 2010 tenía una población de 3.489 habitantes.

## Geografía
El municipio de East Bend se encuentra ubicado en las coordenadas 36°12′46.5″N 80°30′26.21″O / 36.212917, -80.5072806.